# Sam Barry
Justin McCarthy Barry (nacido el 17 de diciembre de 1892 en Aberdeen, Dakota del Sur y fallecido el 23 de septiembre de 1950 en Berkeley, California) fue un entrenador de baloncesto, béisbol y fútbol americano estadounidense que ejerció en la NCAA.

## Trayectoria

### Baloncesto
- Universidad de Iowa (1922-1929)
- Universidad del sur de California (1929-1941)
- Universidad del sur de California (1945-1950)

### Fútbol americano
- Knox Coll. of Illinois (1918-1921)
- Universidad de Iowa (1922-1928)  (ayudante)
- Universidad del sur de California (1929-1940), (ayudante)
- Universidad del sur de California (1941)
- Universidad del sur de California (1945-1950), (ayudante)

### Béisbol
- Universidad de Iowa (1923-1924)
- Universidad del sur de California (1930-1942)
- Universidad del sur de California (1946-1950)